# Declana junctilinea
Declana junctilinea är en fjärilsart som beskrevs av Walker 1865. Declana junctilinea ingår i släktet Declana och familjen mätare. Inga underarter finns listade i Catalogue of Life.